# Голос моря

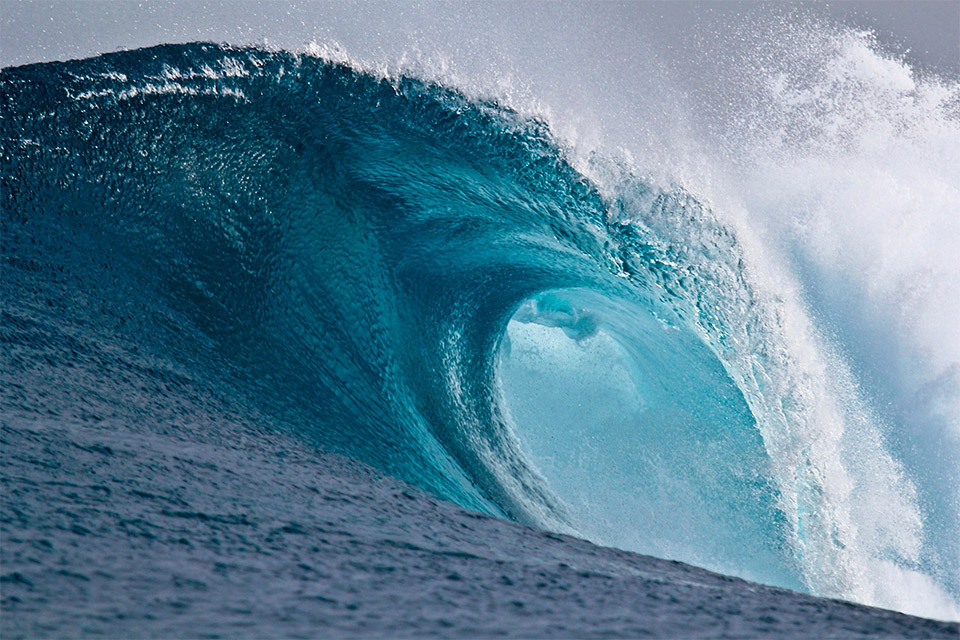
Волна прибоя

«Голос моря», или микробаромы — инфразвуковые волны, возникающие над поверхностью моря из-за вихреобразования за волновыми гребнями при воздействии на них сильного ветра. Они характеризуются частотой от 0,1 до 6 Гц (и более) и звуковым давлением от 1 до нескольких мкбар (что соответствует уровню 75—85 дБ).

## Физическая природа
Некоторые зарубежные исследователи предполагают, что своим появлением «голос моря» обязан нелинейной волновой динамике и взаимодействиям между волнами во время штормов. Ряд работ указывают на происхождение этого эффекта из-за столкновения волн, движущихся в противоположных направлениях с примерно одинаковой частотой. Сохраняя практически монохроматический частотный спектр, «голос моря» не обладает когерентностью в пространстве, что говорит о большой протяжённости источника, от которого он ведёт своё происхождение.
Так как поглощение инфразвука относительно невелико, «голос моря» имеет свойство распространяться на огромные расстояния. В некоторых случаях этот эффект дальнего распространения связывают с волноводными свойствами атмосферных акустических каналов. Их высотное положение соответствует первому и второму минимумам температуры на высотах 15—20 и 60—80 км в тропопаузе и мезопаузе. Пространственная протяжённость этих природных образований может достигать тысяч километров.
«Голос моря» считается признаком приближающегося шторма и может служить для его прогнозирования — в связи с тем, что скорость звука значительно превышает скорости ветра, волн и передвижения области циклона.

## История открытия и изучения
Поводом для обнаружения этого явления стала случайность: специалисты-аэрологи, работающие на морских гидрометеорологических станциях и плавсредствах, обратили внимание на странные болевые ощущения, которые испытывает человек при приближении к уху поверхности штатного метеорологического зонда (шара, наполненного водородом). Во время одной из экспедиций этот эффект был продемонстрирован советскому академику В. В. Шулейкину главным метеорологом В. А. Березкиным. Он вызвал неподдельный интерес среди учёных, в целях его изучения было сконструировано специальное оборудование для записи мощных, но низкочастотных колебаний, не слышимых человеческим слухом.
В результате нескольких серий экспериментов физическая суть этого феномена была выяснена и в 1935 году В. В. Шулейкин опубликовал свою первую работу, целиком посвящённую инфразвуковой природе «голоса моря». Однако, чуть позже Н. Н. Андреев опубликовал более подробное объяснение формирования «голоса моря» на базе математической теории вихреообразования за обтекаемыми телами, В. В. Шулейкин в своей книге «Физика моря» признал этот подход более точным.
Академик А. Н. Крылов отметил способность некоторых обитателей околоморского пространства воспринимать этот эффект, что позволяет им в преддверии бури покидать опасные районы у берега. Также было замечено, что многие виды морской фауны (например медузы) имеют обыкновение перед штормом уходить на глубину из прибрежных районов, и это навело на мысль о распространении инфразвука не только в воздухе, но и в воде.
В 1939 году эти волны зарегистрированы американскими физиками Х. Бениоффом и Б. Гутенбергом, проводившими сейсмологические исследования на электромагнитном микробарографе в Калифорнийском технологическом институте, и впоследствии названы ими микробаромами по среднему уровню звукового давления. Их публикации положили начало изучению явления в США.